# Fatshe leno la rona
Fatshe leno la rona (deutsch: „Dieses unser Land“, auch: „Gesegnet sei dieses edle Land“) ist die Nationalhymne von Botswana. Sie wurde mit der Unabhängigkeit des Landes am 30. September 1966 angenommen.
Komposition und Text stammen von Kgalemang Tumedisco Motsete, der 1960 die linksgerichtete Bechuanaland People’s Party BPP (später: Botswana People’s Party) gründete, die für die Unabhängigkeit des damaligen britischen Protektorates Betschuanaland eintrat. Der Titel des Gedichtes „Fatshe leno la rona“ wurde zum Slogan der Partei, die allerdings niemals die Regierungsmehrheit erringen konnte.
Anders als viele andere afrikanische Nationalhymnen wird die Hymne Botswanas nicht in der Sprache der früheren Kolonialmacht, sondern in der Bantusprache Setswana gesungen. Der Autor selbst verfasste auch eine englische Nachdichtung, die aber keinen offiziellen Status besitzt.

## Text in Setswana
Fatshe leno la rona,

Ke mpho ya Modimo,

Ke boswa jwa borraetsho;

A le nne ka kagiso.
Refrain
Tsogang, tsogang! banna, tsogang!

Emang, basadi, emang, tlhagafalang!

Re kopaneleng go direla

Lefatshe la rona.

Ina lentle la tumo

La chaba ya Botswana,

Ka kutlwano le kagisano,

E bopagantswe mmogo.
Refrain
Deutsche Übersetzung
Dieses unser Land,

Ist ein Geschenk Gottes,

Ein Erbe unserer Vorväter,

Möge es immer in Frieden sein.
Refrain
Erwacht, erwacht, Oh Männer, erwacht!

Erhebt euch, Oh Frauen, erhebt Euch! seid aktiv,

Lasst uns gemeinsam arbeiten, um zu dienen,

Unserem Land.

Wunderbarer Name des Ruhms

Der Nation von Botswana

Durch harmonische Beziehungen und Einklang

Miteinander verbunden.

## Text auf Englisch
Blessed be this noble land,

Gift to us from God’s strong hand,

Heritage our fathers left to us.

May it always be at peace.
Refrain
Awake, awake, O men, awake!

And women close beside them stand,

Together we’ll work and serve

This land, this happy land!

Word of beauty and of fame,

The name Botswana to us came.

Through our unity and harmony,

We’ll remain at peace as one.
Refrain
Deutsche Übersetzung
Gesegnet sei dieses edle Land,

Geschenk an uns aus Gottes starker Hand,

Erbe unserer Väter, uns anvertraut.

Möge es immer in Frieden sein.
Refrain
Erwacht, erwacht, Oh Männer, erwacht!

Und Frauen eng an ihrer Seite steht,

Gemeinsam werden wir arbeiten und dienen

Diesem Land, diesem glücklichen Land!

Wort der Schönheit und des Ruhms,

Der Name Botswana kam zu uns.

Durch unsere Einheit und Harmonie,

werden wir in Frieden bleiben, vereint.
Refrain